# Rede Brasileira de Núcleos e Estudos em Permacultura

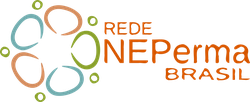
Identidade visual da Rede NEPerma Brasil

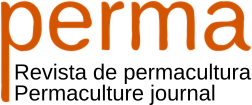
Identidade visual da Revista Perma

A Rede Brasileira de Núcleos e Estudos em Permacultura - Rede NEPerma Brasil - é uma iniciativa em prol da popularização da permacultura, que congrega núcleos, ações e iniciativas em permacultura, desenvolvidas por instituições públicas de ensino (IPE), institutos e estações de permacultura de interesse público Brasil afora. Ela foi constituída em julho de 2017, na ocasião do 1° Curso de Planejamento em Permacultura para academia, realizado em Florianópolis na UFSC.
A Rede NEPerma Brasil busca estimular o intercâmbio de experiências teóricas e práticas em permacultura. No que tange às instituições públicas de ensino, estimula a implementação de pedagogias de ensino, disciplinas e cursos, que versam sobre a permacultura nos mais diferentes níveis de aprendizado, desde o infantil, o fundamental, passando pelo médio, técnico, graduação e abrangendo a pós-graduação.
Em agosto de 2025 a Rede conta 21 instituições parceiras espalhada pelo país e conta com mais de 40 participantes, entre instrutores, pesquisadores técnicos e estudantes.

### Divulgação
A Rede conta com a publicação da Revista Perma, um periódico publicado anualmente que traz artigos científicos, relatos de experiência, comunicações e notas técnicas, que visam dar visibilidade às ações que estão sendo desenvolvidas em prol da popularização da permacultura.
Em 2022 é publicada a segunda edição do livro Ensinando Permacultura, que traz em seu conteúdo formas de ensinar o curso de planejamento em permacultura e educar ambientalmente crianças do ensino fundamental.

### Ensino

#### Graduação
Os núcleos de estudos vinculados à Instituições Públicas de Ensino, incluindo as Universidades e Institutos Federais são responsáveis por ofertar disciplinas que versam sobre a temática da permacultura. É o caso da disciplina "Introdução à permacultura" e "Agricultura Orgânica, Permacultura e Agricultura Urbana", ofertadas na Universidade Federal de Santa Catarina.
Na Universidade Federal Fluminense são ofertadas as disciplinas "Introdução à Agroecologia e Permacultura", oferecida no campus de Santo Antônio de Pádua,  "Planejamento em Permacultura", vinculada ao curso de Veterinária e "Introdução à Permacultura", vinculada ao Departamento de Análise Geoambiental.

#### Pós-graduação
Na UFCA foi ofertada em 2016 uma Especialização em Permacultura, que formou 27 especialistas para atuarem na região.
Em 2021 a UFSC oferta a Especialização em Permacultura vinculada ao departamento de Educação do Campo formando 23 especialistas multiplicadores.
Em 2023 a Rede NEPerma Brasil oferta sua primeira Especialização em Permacultura com a coordenação da UFSC e participação de docentes da UFCA, UFV, UNIRIO, UFOPA e Instituto Federal Catarinense.
O programa de pós-graduação em Engenharia de Biossistemas (PPGEB) oferta as disciplinas "Introdução à Permacultura" I e II.

### Extensão

#### CPP para educadores
O Curso de Planejamento em Permacultura para educadores iniciou sua oferta em 2017 com o nome de CPP para academia. A formação é oferecida a cada dois anos e proporciona uma formação básica a professores e técnicos de instituições públicas de ensino. Em todas as edições também participaram indígenas, agricultores e estudantes.
O curso tem sua oferta itinerante e ocorre sempre em uma instituição de ensino diferente, visando aumentar a capilaridade da formação. As seguintes edições já ocorreram:
- 2017 - Universidade Federal de Santa Catarina em Florianópolis/SC[10];
- 2020 - Universidade Federal de Viçosa em Viçosa/MG[11];
- 2022 - Universidade Federal Fluminense em Cachoeiras do Macacu/RJ[12];
- 2024 - Universidade Federal do Oeste da Bahia em Barreiras/BA[13].

### Projetos de Pesquisa
Por congregar diferentes instituições de ensino e pesquisa, os projetos de pesquisa da Rede são descentralizados e vinculados a estas instituições.
Iniciativas como o projeto Permabrasuca, reúne pesquisadores de mais de uma universidade.